# آنتونیا تروپو
آنتونیا تروپو (ایتالیایی: Antonia Truppo؛ زادهٔ ۱۴ فوریهٔ ۱۹۷۷) بازیگر اهل ایتالیا است.
از فیلم‌ها یا مجموعه‌های تلویزیونی که وی در آن‌ها نقش داشته‌است، می‌توان به به من می‌گویند جیگ اشاره نمود.